# Victoria Georgieva
Victoria Georgieva (művésznevén Victoria) (Várna, 1997. szeptember 21. –) bolgár énekesnő, dalszerző. Ő képviselte volna Bulgáriát a 2020-as Eurovíziós Dalfesztiválon, majd képviseli ténylegesen 2021-ben.

## Zenei karrierje
Először nyolc éves korában kezdett el énekelni. Az X Factor bolgár változatának első három évadában szerepelt, viszont egyszer sem sikerült továbbjutnia, legfőbb ok erre a kora volt. 2015-ben végül továbbjutott, egészen a kilencedik élő adásig. Összesítésben a hatodik helyen zárt.
Első kislemezét rá egy évre, 2016-ban adta ki Niki Bakalovval és VenZ-el közösen, amely a "Nishto Sluchayno" címet kapta. Ugyanebben az évben egy másik kislemez is megjelent tőle, melynek címe "Nezavarshen roman" címmel.
Ezek mellett nem csak énekesként, hanem dalszövegíróként is tevékenykedik.
2019 november 25-én Bulgária nemzeti televíziója, a BNT hivatalosan megerősítette, hogy ő fogja képviselni hazáját a következő évi Eurovíziós Dalfesztiválon a Tears Getting Sober című dallal. A dalt az előzetes sorsolás alapján először a május 124-i második elődöntő második felében adták volna elő, azonban március 18-án az Európai Műsorsugárzók Uniója bejelentette, hogy 2020-ban nem tudják megrendezni a versenyt a COVID–19-koronavírus-világjárvány miatt. A bolgár műsorsugárzó jóvoltából az énekesnő lehetőséget kapott az ország képviseletére a következő évben egy új versenydallal.

## Diszkográfia

### Albumok
- a little dramatic (2021)

### Kislemezek
- Nezavarshen roman (2016)
- Chast ot men (2017)
- Stranni Vremena (2018)
- I Wanna Know (2019)
- Tears Getting Sober (2020)
- alright.
- UGLY CRY (2020)
- Growing Up Is Getting Old (2021)

### Közreműködések
- Nishto Sluchayno (2016, Niki Bakalovval és VenZyvel)